# Ролингвуд (Тексас)
Ролингвуд (енгл. Rollingwood) град је у америчкој савезној држави Тексас. По попису становништва из 2010. у њему је живело 1.412 становника.

## Демографија
Према попису становништва из 2010. у граду је живело 1.412 становника, што је 9 (0,6%) становника више него 2000. године.
| Група             | 2000.         | 2010.         |
| Белци             | 1.282 (91,4%) | 1.253 (88,7%) |
| Афроамериканци    | 0 (0,0%)      | 0 (0,0%)      |
| Азијати           | 32 (2,3%)     | 33 (2,3%)     |
| Хиспаноамериканци | 69 (4,9%)     | 92 (6,5%)     |
| Укупно            | 1.403         | 1.412         |